# Everlasting Love
Everlasting Love – piosenka napisana przez Buzza Casona i Maca Gaydena, oryginalnie nagrana i wydana przez amerykańskiego piosenkarza Roberta Knighta w 1967 roku. Piosenka została hitem w USA i Wielkiej Brytanii, a w kolejnych dekadach z powodzeniem była lansowana przez innych artystów, w szczególności zespół Love Affair (w 1968), Carla Carltona (1974), duet Rex Smith i Rachel Sweet (1981), Sandrę (1987) i Glorię Estefan (1995).

## Tło
Po raz pierwszy utwór ten został nagrany przez soulowego wokalistę Roberta Knighta we Fred Foster Sound Studio w stanie Nashville w 1967 roku. Ukazał się on wówczas na singlu wydanym przez Monument Records razem z piosenką „Somebody’s Baby” na stronie B, a później na debiutanckiej płycie piosenkarza, Everlasting Love. Singel cieszył się sukcesem w USA, docierając do 13. miejsca listy przebojów. W Wielkiej Brytanii pierwotnie piosenka dotarła jedynie do miejsca 40., jednak po dużym sukcesie singla „Love on a Mountain Top” w 1973 roku, „Everlasting Love” ponownie weszło na listy przebojów, tym razem docierając do miejsca 19.

## Wersja Sandry
Niemiecka piosenkarka Sandra nagrała własną wersję „Everlasting Love” w 1987 roku. Utwór został wydany jako pierwszy singel promujący jej składankę Ten on One (The Singles) i odniósł duży sukces komercyjny. Dotarł do pierwszej piątki list przebojów w Niemczech, Szwajcarii i Grecji, a także do miejsca 6. na ogólnoeuropejskiej liście sprzedaży. Pozostaje jednym z największych przebojów w solowej karierze piosenkarki.
W 1988 roku piosenka została zremiksowana przez trio Stock Aitken Waterman i wydana w krajach anglojęzycznych jako singel, promując kompilację Everlasting Love. Nowa wersja spotkała się z umiarkowanym sukcesem i pozostaje najwyżej notowanym utworem Sandry w Wielkiej Brytanii (miejsce 45.). W roku 2006 Sandra ponownie nagrała „Everlasting Love”, tym razem w konwencji ballady, umieszczając utwór na płycie Reflections.

### Teledysk
Teledysk do piosenki został wyreżyserowany przez DoRo (Rudi Dolezal i Hannes Rossacher). Prezentował on Sandrę i austriackiego modela Ruperta Webera odgrywających parę kochanków w różnych epokach czasowych, wcielając się w role m.in. Adama i Ewy, Kleopatry i Marka Antoniusza oraz Bonnie i Clyde. Powstały dwie wersje teledysku: trwająca niecałe 4 minuty wersja regularna oraz ponad 7-minutowa wersja wydłużona. Wideoklip został wydany na kasetach wideo Sandry Ten on One (The Singles) i 18 Greatest Hits oraz DVD The Complete History.

### Lista ścieżek
- 7" single (1987)

A. „Everlasting Love” – 3:49
B. „Change Your Mind” – 4:04
- 12" single (1987)

A. „Everlasting Love” (Extended Version) – 7:27
B1. „Change Your Mind” – 4:04
B2. „Everlasting Love” (Single Version) – 3:49
- 7" single (1988)

A. „Everlasting Love” (PWL 7") – 3:57
B. „Stop for a Minute” – 3:49
- 12" single (1988)

A1. „Everlasting Love” (PWL 12") – 7:46
A2. „Everlasting Love” (PWL 7") – 3:57
B1. „Everlasting Love” (PWL Dub) – 6:57
B2. „Stop for a Minute” – 3:49

### Pozycje na listach przebojów
| Lista                              | Najwyższa pozycja |
| ---------------------------------- | ----------------- |
| Austria (Ö3 Austria Top 40)        | 6                 |
| Belgia (Ultratop Flandria)         | 14                |
| Francja (SNEP)                     | 12                |
| Grecja                             | 2                 |
| Holandia (MegaCharts)              | 12                |
| Niemcy (Media Control)             | 5                 |
| Szwajcaria (Schweizer Hitparade)   | 5                 |
| Wielka Brytania (UK Singles Chart) | 45                |

## Inne covery
- Od czasu premiery pierwszej wersji wielu artystów nagrało swoje własne covery utworu, m.in. grupa Love Affair, docierając w 1968 roku z piosenką do pierwszego miejsca listy przebojów w Wielkiej Brytanii[13], 6. w Norwegii i Szwajcarii oraz 12. w Holandii, Austrii i Niemczech[14].
- Ricchi e Poveri nagrali piosenkę po włosku jako „L’ultimo amore” w 1968 roku.
- Amerykański piosenkarz soulowy Carl Carlton nagrał „Everlasting Love” w 1973 roku i wydał jako singel w roku 1974. Jego wersja odniosła największy sukces w Stanach Zjednoczonych, docierając do miejsca 6. w 1974 roku[15].
- Rex Smith i Rachel Sweet nagrali „Everlasting Love” jako duet w 1981 roku. Ich wersja dotarła do miejsca 4. w Danii, 9. w Szwajcarii oraz do top 40 list przebojów w USA i Wielkiej Brytanii. Piosenka pojawiła się na płycie Everlasting Love Smitha oraz ...And Then He Kissed Me Sweet.
- Cover piosenki w wykonaniu U2 ukazał się na stronie B ich singla „All I Want Is You” w 1989 roku.
- Zespół Worlds Apart w 1993 roku wydał cover „Everlasting Love”, który dotarł do 20. miejsca w Wielkiej Brytanii i 23. w Irlandii. Zespół nagrał później piosenkę jeszcze raz, tym razem z nowym wokalistą. Ta wersja została hitem we Francji (4. miejsce na liście sprzedaży), a także w Belgii[16].
- Gloria Estefan nagrała swoją wersję piosenki na album Hold Me Thrill Me Kiss Me z 1994 roku. Została ona wydana jako singel i stała się międzynarodowym hitem w 1995 roku, docierając m.in. do miejsca 27. w USA[17], 19. w Kanadzie i Wielkiej Brytanii[18] oraz 29. w Australii[19].
- Jamie Cullum nagrał utwór na ściężkę dźwiękową do filmu Bridget Jones: W pogoni za rozumem (2004). Jego wersja uplasowała się w top 20 list przebojów w Wielkiej Brytanii, Holandii i Danii[20][21].
- W 2005 roku zespół Scooter wydał własny cover na płycie Who’s Got the Last Laugh Now?.